# Another World (série de televisão)
Another World é uma soap opera exibida originalmente pela NBC, entre 4 de Maio de 1964 e 25 de Junho de 1999, e criada por Irna Phillips e William J. Bell. A Procter & Gamble Productions foi a responsável pela produção do seriado, que era filmado em estúdios no Brooklyn.
O programa gerou dos spin-offs: Somerset e Texas, além de um especial para o horário nobre em 1992, Another World: Summer Desire.